# Матчино (Рязанский район)
Матчино — деревня в Рязанском районе Рязанской области. Входит в Семёновское сельское поселение.

## География
Находится в центральной части Рязанской области, при реке Шумка, на расстоянии приблизительно 14 км на юг по прямой от вокзала станции Рязань II. К селению примыкает деревня Агарково.

## История
На карте 1797 года деревня уже была отмечена.

## Население
| 1859 | 1906 | 2010 |
| ---- | ---- | ---- |
| 252  | ↗504 | ↘19  |

### Историческая численность населения
Численность населения: 252 человека (1859 год), 504 (1897), 21 в 2002 году (русские 76 %), 19 в 2010.

## Инфраструктура
Личное подсобное хозяйство с зоной сельскохозяйственного использования, индивидуальная застройка усадебного типа.
На карте 1850 года показана как поселение с 28 дворами. В 1859 году здесь (тогда деревня Рязанского уезда Рязанской губернии) было учтено 36 дворов, в 1897 — 62.

## Достопримечательности
Установлена стела Односельчанам Матчинского сельского совета, погибшим в годы Великой Отечественной войны.

## Транспорт
Деревня доступна автотранспортом.